# 阿爾伯特·戈林
阿爾伯特·京特·戈林（德語：Albert Günther Göring，1895年3月9日—1966年12月20日）是一名德國商人，因在第二次世界大戰中救助倖存的猶太人與異見人士而有名；雖然他一直是知名反納粹人士，但在戰後仍然受到許多不公平的對待。
他的兄長赫爾曼·戈林是納粹德國的帝國元帥，二战後被宣判為戰犯。兄弟兩雖然在政治立場上相背，但感情很好。赫爾曼·戈林一直庇護阿爾伯特·戈林，並幫他救了許多人。